# Jakob Aurelius Müller

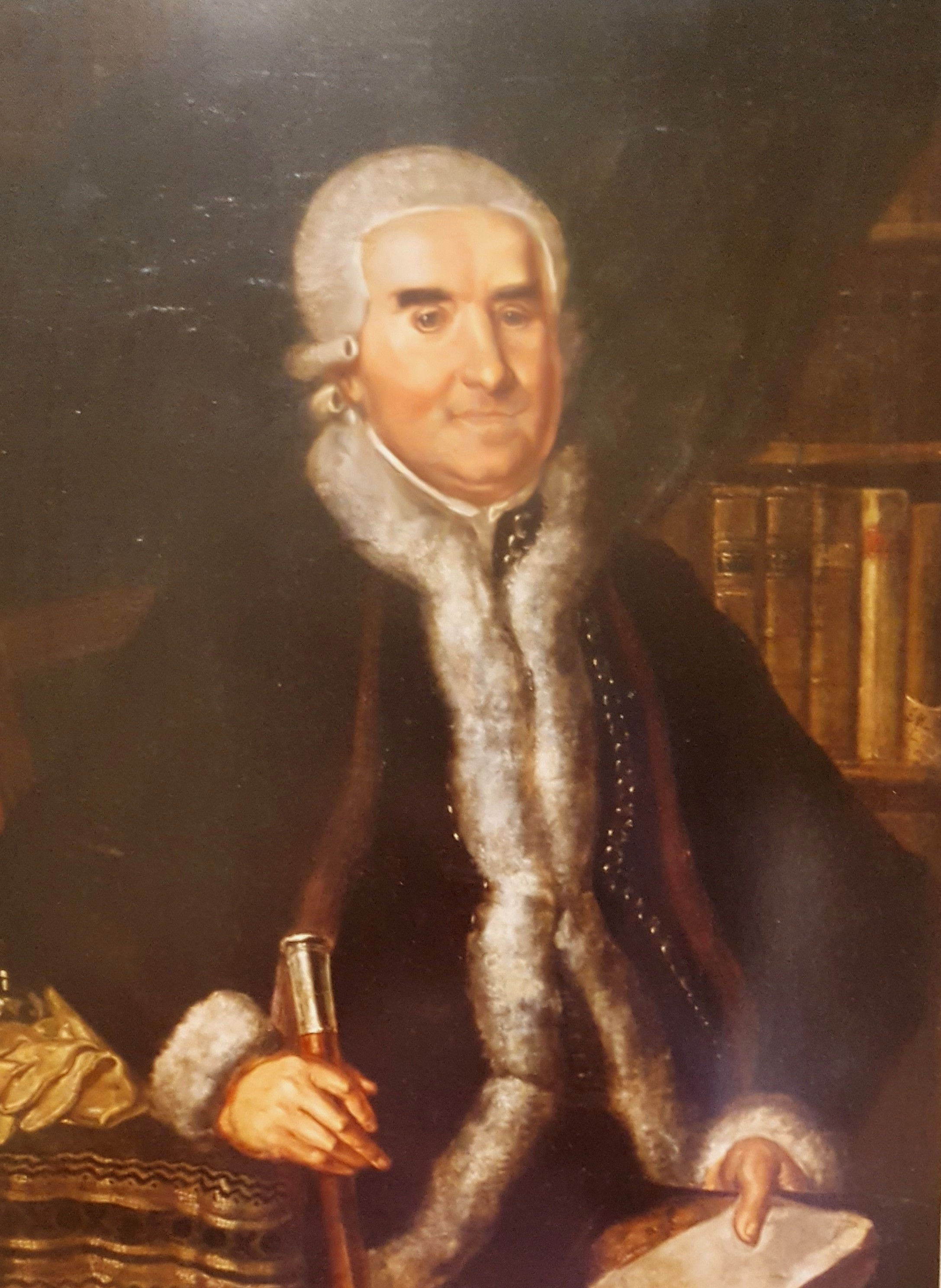
Porträt Jakob Aurelius Müller

Jakob Aurelius Müller (auch Jacob Aurelius Müller oder Aurelius Müller; ungarisch: Müller Jakab Aurél; * 14. November 1741 in Hermannstadt; † 13. Oktober 1806 in Birthälm) war von 1792 bis 1806 Bischof der Evangelischen Kirche A.B. in Siebenbürgen („Sachsenbischof“).

## Leben
Müller war Sohn eines Goldschmieds in Hermannstadt und absolvierte das Gymnasium seiner Heimatstadt. Er ging anschließend im Oktober 1763 zum Studium, unter anderem der Theologie, an die Universität Jena. Er kehrte nach dessen Abschluss in seine Heimat zurück und wurde 1767 als Lehrer am Hermannstädter Gymnasium angestellt. Dort stieg er schließlich 1776 zum Rektor des Gymnasiums auf. Unter seiner Leitung konnte er das Gymnasium ausbauen. Er war außerdem ein Vertrauter des Gouverneurs von Siebenbürgen Samuel Freiherr von Brukenthal.
Müller entschied sich für eine Laufbahn als Geistlicher. Er wurde 1785 Pfarrer in Hammersdorf. Als Reaktion auf die Reform des Kaisers Joseph II. verfasste er die Volkschrift Die Siebenbürgen Sachsen, hrsg. bei Auflebung der für erloschen erklärten Nation, die eine breite Rezeption fand und die zur Festigung des nationalen Bewusstseins der Siebenbürger Sachsen beigetragen haben soll.
Müller wurde 1790 zum Bischof der Evangelischen Kirche A.B. in Siebenbürgen gewählt und hatte seinen Sitz in Birthälm. Er war maßgeblich am Hermannstädter Gesangbuchs beteiligt und erstritt für seine Kirche die Ehegerichtsbarkeit und das Recht der Pfarrerwahl, führte die Konfirmation ein und wirkte für die Aufklärung. 1802 bis 1804 führte er eine allgemeine Schul- und Kirchenvisitation durch.
Müller gründete durch sein Testament eine Stipendiatenstiftung für Studenten der Theologie. 

## Schriften
- Die Siebenbürgen Sachsen, hrsg. bei Auflebung der für erloschen erklärten Nation, 1790.
- (Bearb.): Hermannstädter Gesangbuchs, 1793.